# 1213 Algeria
1213 Algeria eller 1931 XD är en asteroid i huvudbältet som upptäcktes 5 december 1931 av den franske astronomen Guy Reiss vid Algerobservatoriet. Den har fått sitt namn efter landet Algeriet, från vilket asteroiden upptäcktes.
Asteroiden har en diameter på ungefär 29 kilometer.